# اوتوکانف
اوتوکانف (به انگلیسی: Autoconf) یا گنو اتوکانف ابزاری است برای ایجاد کردن اسکریپت‌های configure است که این اسکریپت‌ها به منظور کامپایل، نصب و بسته‌بندی نرم‌افزارها در رایانه‌هایی که پوسته بورن در آنها وجود دارد، استفاده می‌شوند. از نظر اتوکانف، زبان برنامه‌نویسی استفاده شده اهمیتی ندارد، اما معمولاً اتوکانف در پروژه‌هایی که با سی، سی++، فرترن، فرترن ۷۷، ارلنگ یا آبجکتیو-سی نوشته شده‌اند، استفاده می‌شود. یک اسکریپت configure (یا همان اسکریپت پیکربندی)، یک بسته نرم‌افزاری را برای نصب در یک سیستم خاص پیکربندی و آماده می‌کند. پس از اجرا کردن مقداری تست و بررسی در سیستم مورد نظر، اسکریپت configure تعدادی فایل سرآیند و makefile از روی یکسری قالب‌های از پیش تعیین‌شده ایجاد می‌کند و بدین ترتیب آن بسته نرم‌افزاری را برای سیستم مورد نظر پیکربندی می‌کند. اتوکانف به همراه اوتومیک و لیب‌تول، سیستم ساخت گنو را تشکیل می‌دهند. اوتوکانف از چند برنامه دیگر تشکیل می‌شود که قابل ذکرترین آنها Autoheader است.